# ProDOS
ProDOS — операционная система фирмы Apple для компьютеров серии Apple II, выпускавшаяся с 1983 по 1993 годы.

## Происхождение ProDOS
Система ProDOS являлась дальнейшим развитием более ранней широко распространённой системы Apple DOS и малораспространённой SOS. ProDOS существовала в двух основных вариантах — 8-разрядная ProDOS 8 и 16-разрядная ProDOS 16 (для Apple IIGS).

## Отличия первой версии ProDOS 8 от Apple DOS

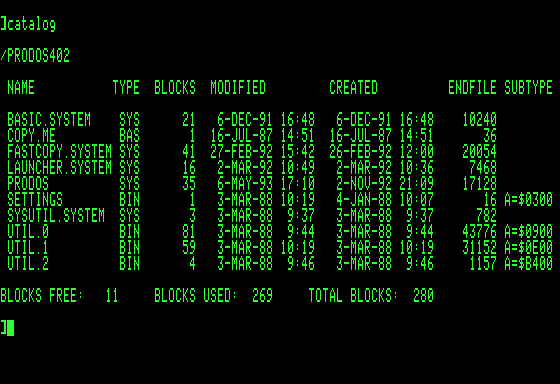
Скриншот ProDOS 8 v2.0.3 на Apple //e

- доступ к диску в 8 раз быстрее, чем в оригинальной Apple DOS 3.3 за счёт устранения промежуточной буферизации (существовали также ускоренные клоны Apple DOS);
- аппаратно-независимый доступ к дисковым устройствам, поддерживались любые диски до 32 мегабайт (в Apple DOS поддерживалось только устройство Disk II);
- поддержка драйверов устройств, в том числе системных часов и 80-символьной видеоплаты;
- доступ к функциям ProDOS через системные вызовы;
- структура файлов и дисковых томов, аналогичная SOS, в том числе наличие иерархических каталогов;
- поддержка прерываний от устройств;
- доступ к параметрам конфигурации через так называемые «глобальные страницы»;
- поддержка дополнительных возможностей для программ на языке Applesoft BASIC, таких, как чтение каталога диска, чтение и запись переменных, подгрузка кода программ с сохранением переменных;
- дополнительная информация, выдаваемая командой CATALOG;
- до 256 типов файлов.

## ProDOS 8, ProDOS 16 и GS/OS
На 8-разрядных компьютерах семейства Apple II использовалась 8-разрядная система ProDOS (позже переименованная в ProDOS 8) с текстовым интерфейсом. ProDOS 8 версии 1.x была совместима со всеми компьютерами семейства Apple II. Версия 2.x была ориентирована только на компьютеры Apple IIc и Apple //e, использовавшие процессор 65C02. На 16-разрядной модели Apple IIGS штатно использовалась ProDOS 16 с поддержкой 16-разрядного режима и графическим интерфейсом Finder (также реализованном на компьютерах Macintosh), хотя Apple IIGS мог работать и в 8-разрядном режиме с 8-разрядными операционными системами Apple II.
На основе ProDOS 16 в дальнейшем была разработана полностью 16-разрядная система GS/OS для Apple IIGS, использовавшая также ряд компонентов Mac OS и выпускавшаяся под одинаковыми с тогдашней Mac OS названиями System 5, System 6.
Архитектурная концепция ProDOS 16 и GS/OS — многооконная графическая оболочка, запускаемая поверх дисковой однозадачной операционной системы с текстовым интерфейсом.